# 이하성
이하성(1994년 6월 5일 ~ )은 대한민국의 남자 우슈 선수다.

## 선수 경력
2014년 아시안 게임에 첫 출전했다. 동작질량과 난도에서 각각 만점인 5.00점과 2.00점을 받은 그는, 연기력에서도 2.71의 높은 점수를 받아 9.69점을 받은 중화인민공화국 자루이 선수를 제치고 한국 선수단 첫 금메달을 획득하였다.
2018년 아시안 게임에도 참가하여 2연패를 노렸으나 연기 초반 착지 실수를 하여 12등으로 대회를 마무리 하였다.

## 방송출연
- SBS
  - 스타킹 (2008.04[3], 2014.10[4])